# های کلس
های کلس (به انگلیسی:High Class) یک مجموعه تلویزیونی کره ای  در سال ۲۰۲۱ است. این سریال از ۶ سپتامبر تا ۱ نوامبر ۲۰۲۱ از شبکه تی‌وی‌ان به نمایش در آمد. 

## خلاصه داستان
داستان این سریال در مورد ریاکاری نهفته در پشت زندگی کامل زنانی است که در گروه مرفه جامعه زندگی می کنند.

## بازیگران
| نام          | کاراکتر      |
| ------------ | ------------ |
| چو یو جونگ   | سونگ یه اول  |
| کیم جی-سو    | نام جی سون   |
| پارک سه جین  | هوانگ نا یون |
| گونگ هیون جو | چا دو یونگ   |
| ها جون       | اوه سون سانگ |

| نام          | کاراکتر      |
| ------------ | ------------ |
| جانگ سون یول | آن یی چان    |
| کیم یونگ جه  | لی جونگ وو   |
| کیم جی یو    | لی جون هی    |
| چوی بو گئون  | لی جون مو    |
| لی چه مین    | آن سونگ جو   |
| پارک سو یی   | هوانگ جه این |
| سو جونگ یون  | شیم آئه سون  |
| کیم نام-هی   | آن جی یونگ   |
| کیم سونگ ته  | الکس         |